# Anna Maria Brizio

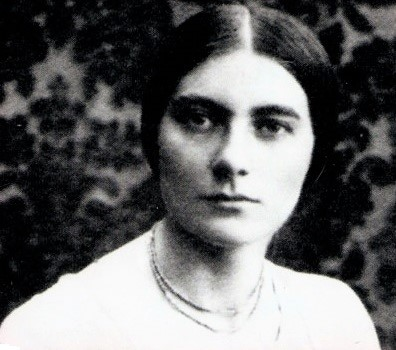
Anna Maria Brizio, 1930er Jahre

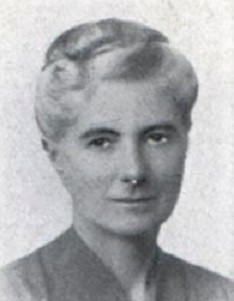
Anna Maria Brizio, 1950er Jahre

Anna Maria Brizio (* 29. September 1902 in Sale; † 1. August 1982 in Rapallo) war eine italienische Kunsthistorikerin, Kunstkritikerin und Professorin für mittelalterliche und moderne Kunstgeschichte an der Universität Turin und der Universität Mailand. Insbesondere ist sie bekannt für ihre umfangreichen Forschungen zu Leonardo da Vinci.

## Leben
Anna Maria Brizio studierte an der Universität Turin bei Lionello Venturi, der sie insbesondere mit dem antielitären Ansatz von Benedetto Croce vertraut machte und dessen Anwendung auch auf zeitgenössische Kunst. 1923 promovierte sie mit der Arbeit Defendente Ferrari pittore di Chivasso.
Sie interessierte sich vor allem für die antike Kunst und die piemontesischen Maler und besuchte in Rom ein Postgraduiertenstudium zur Kunstgeschichte unter der Leitung von Adolfo Venturi. In Rom knüpfte sie erste Kontakte mit der von Adolfo Venturi geleiteten Zeitschrift L’Arte, in deren Rezensionsteil (Bollettino Bibliografico) sie zahlreiche Beiträge veröffentlichte.
In Turin arbeitete sie weiter mit Lionello Venturi zusammen und erhielt dort 1930 einen Lehrauftrag für mittelalterliche und moderne Geschichte an der Fakultät für Literatur und Philosophie. Gleichzeitig wurde sie Chefredakteurin der Zeitschrift L’Arte.
Sie arbeitete mit der Società Piemontese di Archeologia e Belle Arti (Piemontesische Gesellschaft für Archäologie und Schöne Künste) und mit dem Verlag UTET zusammen und verfasste zahlreiche Biografien von Malern und Bildhauern für das Grande Dizionario Enciclopedico UTET. Im Jahr 1936 betraute das Ministero dell’Educazione Nazionale (Bildungsministerium) sie mit der Leitung der Galleria Sabauda in Turin.
Im Jahr 1939 veröffentlichte sie ihr bekanntestes Buch Ottocento Novecento (Neunzehntes Jahrhundert, Zwanzigstes Jahrhundert), das aufgrund seiner nonkonformistischen Haltung gegenüber der Kulturpolitik des faschistischen Regimes zu ihrer Entlassung aus dem Universitätsdienst führte. Im Jahr 1942 veröffentlichte sie ein zweites Großwerk, La pittura in Piemonte dall’età romanica al Cinquecento (Die Malerei im Piemont von der Romanik bis zum sechzehnten Jahrhundert).
Nach dem Krieg wurde sie 1946 zur ordentlichen Professorin für Kunstgeschichte an der Pädagogischen Fakultät in Turin ernannt, eine Position, die sie bis 1957 innehatte, als sie die Nachfolge von Paolo D’Ancona als Professorin für mittelalterliche und moderne Kunstgeschichte an der Universität Mailand antrat.
In Mailand wurde sie dank ihrer intensiven Arbeiten zu Leonardo da Vinci Präsidentin der Ente Raccolta Vinciana. Sie war auch an der Organisation mehrerer historischer Ausstellungen für die Stadt Mailand beteiligt.
Ab 1971 war sie Mitglied der Accademia Nazionale dei Lincei.
Nachdem sie 1978 erkrankt war, regelte sie die Verteilung ihres wissenschaftlichen Nachlasses auf die Universität Mailand, das Castello Sforzesco und die Biblioteca Ambrosiana. 1979 wurde sie pensioniert, blieb aber in Mailand, wo sie weiterhin den Vorsitz der Fondazione Corrente innehatte. Brizio starb 1982 in Rapallo.

## Veröffentlichungen (Auswahl)
- Ottocento, Novecento (= Storia dell’arte classica e italiana. Band 6). Unione tipografico-editrice torinese, Turin 1939.
- La pittura in Piemonte dall’età romanica al Cinquecento. G.B. Paravia, Turin 1942.

In deutscher Sprache verfügbar:
- mit Carlo Zammattio und Augusto Marinoni: Leonardo, der Forscher. 2., unveränd. Auflage. Belser, Stuttgart 1985, ISBN 978-3-7630-1776-8.
- mit Maria Vittoria Brugnoli und André Chastel: Leonardo, der Künstler. 2., unveränd. Auflage. Belser, Stuttgart 1985, ISBN 978-3-7630-1777-5.